# La Revista Cartoon Network
La Revista Cartoon Network de Chile, fue una publicación chilena dirigida al público infantil y juvenil, creada en 1998 gracias a una licencia con Warner Bros., Taller Uno y Editorial Tiempo Presente. Duró hasta el año 2000, y tuvo su reaparición en México hasta el año 2020.

## Historia
La historia comienza a finales de 1997, cuando Editorial Tiempo Presente (dueña de Revista Cosas) y Taller Uno, se asocian para una licenciatura con Warner Bros. Worldwide Publishing para la creación de La Revista Cartoon Network. La revista nace a raíz del auge del canal Cartoon Network en toda Latinoamérica, y la idea de lanzar publicaciones infantiles basadas en personajes animados que son furor en la pantalla chica, sobre todo en la televisión de paga en sus eras Starburst y Powerhouse.
En abril de 1998, en el marco de los 5 años del canal, se presentó un número especial de lo que sería esta revista.
La Revista Cartoon Network apareció en los kioscos del país su primer número, el día viernes 8 de mayo de 1998. Dentro de sus páginas se encontraban aventuras de los personajes animados, además de los mismos personajes entrevistando a los famosos de la TV chilena y del deporte chileno, cómics, entre otros. La revista se difundió a nivel latinoamericano, llegando a Perú y Bolivia como suplementos en varios periódicos.
Tanto fue el éxito de la revista durante todo 1998 que durante los días 12 y 13 de junio de 1999, los fanáticos de Cartoon Network, asistieron el sector Plaza Central de Parque Arauco para celebrar la gran fiesta por el primer aniversario de la revista. En 1999 llegaron distintas versiones de la revista: una en Argentina (editada por Editorial Atlántida) y otra en Brasil (por Klick Editora).
Su última edición fue en mayo de 2000, cuando la revista celebraba dos años de historia. Tanto que su última edición regalaba una carta del juego de cartas Pokémon y en la revista presentaba los pasos para este juego de la cual no siguió en el siguiente número.
La mayoría de las caricaturas que aparecieron en la revista eran los personajes originales de Hanna-Barbera y Cartoon Network.
Hubo una versión mexicana de la Revista Cartoon Network que Fue publicada por Ediciones Inteligentes, S. de R.L. de C.V. (editores de la edición mexicana de Selecciones del Reader's Digest). Anteriormente fue publicada por Grupo Editorial Armonía desde el año 2000 hasta 2014 cuando la editorial se declaró en quiebra. En sus primeros números utilizaba las mismas partes que la revista chilena, y ahora utiliza con distintas cosas hechos por los mismos mexicanos. Pero en diciembre de 2020 la revista Cartoon Network tendría una última edición navideña ya que la revista dejaría de tener ediciones en México en enero de 2021 por razones desconocidas.
También existe una versión en España, editada por Grupo Zeta.

## Secciones
Dentro de las secciones de la revista se encuentran las siguientes:
- Cartoonnet. Donde se ofrecieron distintos sitios web de los personajes de Cartoon, y de otros géneros.
- Página Blingüe de Tom y Jerry. Sección donde Tom y Jerry enseñan a aprender inglés de una manera entretenida.
- Socialitoon. Muy distinto a la sección Vida Social en Revista Cosas (de la misma editorial), pero los protagonistas son los cartoons junto con niños y niñas en distintas partes del Gran Santiago.
- Laboratorio Cartoon. Los Cartoons les enseñan a mostrar tantos experimentos que pueden ayudar con tus papás.
- Juegos. Entretenidos juegos tales como los objetos escondidos, las diferencias, unir los puntos y colorearlos, entre otros.
- Comics. Diversas aventuras de los cartoon originales de Cartoon Network y de Hanna-Barbera en historietas.
- Correo Cartoon. Los Dos Perros Tontos son los encargados de leer las cartas, los dibujos, el fax y el correo electrónico de todos los lectores de la revista.
- Highlights. Una sección que presenta la destacada programación del mes que ofrece el canal Cartoon Network.
- Cartoon News. Distintas noticias reales y no reales con los cartoons favoritos.
- Navegando en Familia: Cometín Sonico te enseña algunos trucos para meterte a la Internet.
- Taller de Dibujo. Divertidos trucos para poder dibujar a los cartoons.
- Tu opinión también vale. Preguntas donde los lectores opinen sus diversas respuestas.
- 4 maneras de.... Diversas maneras como ser un buen amigo, cuidar a tu mascota, etc.
- Efectos especiales. Diversos efectos para sorpender a tus amigos.
- Rayos X. Los lectores le dan preguntas a los cartoons, y los cartoons les dan las respuestas.
- e-Toon. Preguntas y Saludos de los lectores de Chile y otras partes de Latinoamérica.
- La Cocina de.... Los cartoons les enseñan divertidas recetas para compartirlas con el resto de los cartoonmaníacos.
- Trucos de Magia. Los cartoons con el Mago Helmut (Mago Larraín) les enseñan a hacer entretenidos trucos para enseñar a tus amigos.
- Grandes Biografías Cartoon. Biografías de los cartoons favoritos y sus descripciones.
- Grandes Enigmas Cartoon. Es una sección en la que los lectores mandaban preguntas vía correo electrónico, y las mejores preguntas eran publicadas en la revista.